# Збігнєв Водецкі
Збі́гнєв Стані́слав Воде́цкі (пол. Zbigniew Stanisław Wodecki; 6 травня 1950, Краків;— 22 травня 2017, Варшава);— польський співак, мультиінструменталіст, композитор, аранжувальник, актор і телеведучий. Свою музичну кар'єру розпочав наприкінці 60-х років ХХ сторіччя, граючи на скрипці в гуртах Чорні перлини та Анава. У 1968—1973 роках акомпанував Еві Демарчик під час її світового турне. У 70-х роках дебютував як співак. Від часу свого дебюту видав наступні студійні сольні альбоми: Zbigniew Wodecki (1976), Dusze kobiet (Душі жінок) (1987), Zbigniew Wodecki ’95 (1995), Obok siebie (Біля себе) (2002) i Platynowa (2010), а також альбом під назвою 1976: A Space Odyssey (2015) разом з гуртом Мітч &Мітч (Mitch & Mitch), а також два святкових диски;— Gwiazdo świeć, kolędo leć (Зірко світи, коляда лети) (2014) i …kolędują (… колядують) (2018), обидва записані з Ольгою Боньчик, Аліцією Маєвською та Влодзімєжем Корчем. Записав ряд шлягерів, серед яких «Chałupy Welcome to [Архівовано 14 липня 2020 у Wayback Machine.]», «Lubię wracać tam, gdzie byłem [Архівовано 2 грудня 2020 у Wayback Machine.]», «Z Tobą chcę oglądać świat [Архівовано 6 листопада 2020 у Wayback Machine.]» (дует зі Здіславою Сосніцкою), «Zacznij od Bacha [Архівовано 1 листопада 2020 у Wayback Machine.]», «Izolda [Архівовано 29 січня 2021 у Wayback Machine.]», «Opowiadaj mi tak [Архівовано 2 грудня 2020 у Wayback Machine.]». Значної популярності додало йому виконання титульних пісень в мультфільмах «Бджілка Мая» (Pszczółka Maja [Архівовано 29 січня 2021 у Wayback Machine.]) і «Рудольф червононосий олень Санти» (Rudolf czerwononosy renifer).
Багаторазовий отримувач нагород на Фестивалі Польської Пісні в Ополі. Двократний лауреат Мистецької Нагороди Польської Естради «Прометей», двократний лауреат Фредерика і Золотого Фредерика. Здобувач нагороди журналістів на Другому Міжнародному Фестивалі Інтербачення. Нагороджений Відзнакою «Заслужений Діяч Культури», Срібною Медаллю «За Заслуги в Культурі Gloria Artis», відзнакою «Honoris Gratia» і посмертно Офіцерським Хрестом Ордену Відродження Польщі. Почесний громадянин ґміни Ґодув.
В проміжках між музичними проєктами вів розважальні програми та музичні фестивалі, був членом журі дванадцяти редакцій програми «Танець із зірками», з'являвся у кількох телевізійних серіалах, а також взяв участь в трьох потужних рекламних кампаніях.

## Біографія

### Ранні роки
Народився в міській лікарні імені Ґабріеля Нарутовіча в Кракові. Був сином трубача симфонічного оркестру Польського Радіо та Телебачення в Кракові Юзефа Водецького (1911—1980) та співачки сопрано Ірени Водецької (до шлюбу Биліца) (1921—1974). Мав старшу на 10 років сестру Ельжбету, віолончелістку й солістку краківської оперети. Родина походила з місцевості Лазиська (Сілезьке воєводство) в ґміні Ґодув.
Дитиною по рекомендації батька почав тренуватися грати на скрипці, а в підлітковому віці приступив до вивчення гри на трубі. Після того, як після першого року навчання його виключили з музичного ліцею, потрапив до класу скрипки Юліуша Вебера в Державній Музичній Школі ІІ ступеня імені В. Желеньського на вул. Баштовій в Краков і, яку закінчив з відзнакою. Під час дипломного екзамену зіграв «Скрипічний концерт Ля мажор» Мечислава Карловіча. Вдосконалював свої музичні вміння під наглядом Тадеуша Єнджейоського та Станіслава Ґонсєніци-Бжегі.

### Професійна кар'єра

#### Початок та співпраця з Евою Демарчик
Музичну кар'єру почав у 16 років, у заснованому ним біґ бітовому гурті Чорні перлини (Czarne Perły). У 17 років почав співпрацю з Краківським клубом «Льох під баранами». Крім того, грав у групі «Анава», з яким записав альбом під назвою «Марек Ґрехута Анава» (1970), а також брав участь у Артистичних Фестивалях Академічної Молоді в Свіноуйсьцю. Також грав у диригованому Кізімєжем Кордом Краківському Камерному Оркестрі.
У 1968 році, після виступу з Марком Ґрехутою та Анавою на Шостому Національному Фестивалі Польської Пісні в Ополі, прийняв пропозицію Еви Демарчик замість Збіґнєва Палети акомпаніювати їй під час концертів. Протягом п'яти наступних років працював разом з цією артисткою під час її концертів у Європі (Німеччина, Австрія Франція, Швейцарія, Бельгія), Австралії, Бразилії, а також на Кубі. Тоді ж, після захисту диплому в музичній школі, приступив до постійної праці в Симфонічному Оркестрі Польського Радіо та Телебачення, з яким співпрацював протягом семи років.

#### 70-і роки
У 1971 році виїхав до Свіноуйсьця, де підробляв, граючи з Анавою концерти в ресторані Парковий, під час яких також і співав. Протягом одного з виступів, співаючи пісню Діна Мартіна «Everybody Loves Somebody», звернув на себе увагу режисера та оператора Анджея Василєвського, який запропонував йому взяти участь в телевізійному концерті «Вечір без зірки», музику до якого Збіґнєв записував раніше. Після виходу програми, від Анджея Станкєвіча, тодішнього керівника редакції розважальної музики Першого каналу Польського Радіо, отримав пропозицію записати свій перший сольний твір «Знайдеш мене знову», який невдовзі потрапив до ефіру Польського Радіо. У 1972 році виступив на Десятому Національному Фестивалі Польської Пісні в Ополі, на якому, за виконання пісні «Так, то ти» отримав нагороду за дебют.
У1973 році завершив співпрацю з Евою Демарчик і в студії Polskie Nagrania „Muza”, записав мініальбом «Tak, to ty». У 1974 році виступив з Кристиною Пронько на Schlagerfestiwal в Ростоку, де за пісню «Strach na wróble» («Опудало») отримав чотири нагороди
У 1976 році припинив співпрацю з Краківським Камерним Оркестром і, за порадою Войцеха Тшціньського, записав і видав свій перший альбом, який назвав просто Zbigniew Wodecki, який особливим попитом на ринку ніколи не користувався, а сам Збіґнєв Водецкі ніколи не виконував пісень з нього на концертах. У 1978 році з піснею «Izolda [Архівовано 29 січня 2021 у Wayback Machine.]» виступив на Другому Міжнародному Фестивалі Інтербачення, за що отримав нагороду журналістів. Після участі в конкурсі, прийняв пропозицію від тодішнього керівника Комітету в справах Радіо та Телебачення Мацея Щепаньського і потрапив до Оркестру Польського Радіо та Телебачення в Познані, під керівництвом Збіґнєва Ґурного, з яким пропрацював кілька років. Протягом співпраці з оркестром зареєстрував між іншими пісні «Dialogi» («Діалоги»), «Przeszło mi» («Пройшло мені»), «Mają ludzie swoje niepokoje» («Мають люди свій неспокій»), «Zaklęcia i uroki» («Закляття й зурочення»), а також «Szczęście lubi tłok» («Щастя любить гамір»). Тоді ж почав виступати в розважальних програмах Зенона Лясковіка. В 1979 році записав титульну пісеньку для мультсеріалу Pszczółka Maja («Бджілка Мая»), а також виступив на концерті «Прем'єр» під час Сімнадцятого Національного Фестивалю Польської Пісні в Ополі з творами «Przeszło mi» («Пройшло мені») та «Kaprys losu» («Каприз долі») (в дуеті з Данутою Рінн) і «Wspomnienie tamtych dni [Архівовано 25 березня 2021 у Wayback Machine.]» («Спогади тих днів») (в дуеті з Кристиною Пронько), за який здобув головну нагороду.

#### 80-і та 90-і роки
Під час воєнного стану продовжував співпрацю з кабаре Зенона Лясковіка та оркестром під керівництвом Збіґнєва Ґурного, а також з фортепіанним дуетом Марек і Вацек часом виїжджав на концерти до ФРН. Під час перебування в Німеччині отримав пропозицію залишитись і продовжувати кар'єру вже там, а також пропозицію запису нового диску німецькою мовою, однак від обох пропозицій співак відмовився. В 1983 році в дуеті з Зофією Каміньською в рамках Двадцятого Національного Фестивалю Польської Пісні в Ополі на концерті «Пройшло двадцять років» виступив з піснею «Wierzymy w sny» («Віримо в сни»). У зв'язку з політичною ситуацією в країні звільнився з Оркестру Польського Радіо та Телебачення. У 1984 виступив на фестивалі в Сонячному Березі.
В 1985 році випустив шлягер під назвою «Chałupy Welcome to». Після запису пісні виїхав на кількамісячний концертний тур до Сполучених Штатів. У 1987 році видав перший за дев'ять років альбом під назвою «Dusze kobiet» («Душі жінок»), а також гастролював у Румунії, Болгарії, Ізраїлі, а також на Кубі. Під кінець десятиліття давав концерти разом з Халіною Францковяк та Анджеєм Заухою.
У 1991 році за пісню «Sobą być» («Бути собою») отримав першу нагороду в концерті «Прем'єр» на Двадцять Восьмому Національному Фестивалі Польської Пісні в Ополі. Там же отримав нагороду від президента Ополя, статуетку «Кришталевого камертона» і Спеціальну Нагороду від студії грамзапису «Polskie Nagrania». У 90-х роках почав співпрацю з Кшиштофом Кольберґером, для якого створив музику до спектаклів «Кохання та гнів» (1992 р.), а також «Білосніжка та гноми» (1994 р.), в якому зіграв роль короля. Також плідно співпрацював з Владиславом Монцкім в «Солдаті королеви Мадагаскару» (1993 р.), брав участь в програмі «Бджола в піску» з Кшиштофом Пясецкім. У 1995 році видав третій студійний альбом під назвою Zbigniew Wodecki ’95

#### 2000—2010 роки
В 2001 році почав співпрацю з комерційним телеканалом TVN, для якого вів програму Дорога до Зірок і Твоя Дорога до Зірок. 4 березня 2002 року випустив студійний альбом під назвою «Obok siebie» («Біля себе»). 31 серпня 2002 року взяв участь в фінальному концерті культової ранкової передачі Першого каналу Польського радіо Літо з радіоприймачем, який відбувся на території Скверу Костюшка в Ґдині. В листопаді взяв участь в концерті, що рекламував книгу польської радіожурналістки Третього каналу Польського Радіо Маґдалєни Єтон «Пані Маґдо, вам то першій кажу…» («Pani Magdo, pani pierwszej to powiem…»), до якої увійшов і скетч, який в однойменній з книгою програмі Третього каналу розповідав сам Водецкі. У 2003 записав один з джинглів для ефірів Трійки. У 2004 Збіґнєва Водецького номінували на нагороду Wiktor в категорії «найпопулярніший співак чи артист естради».

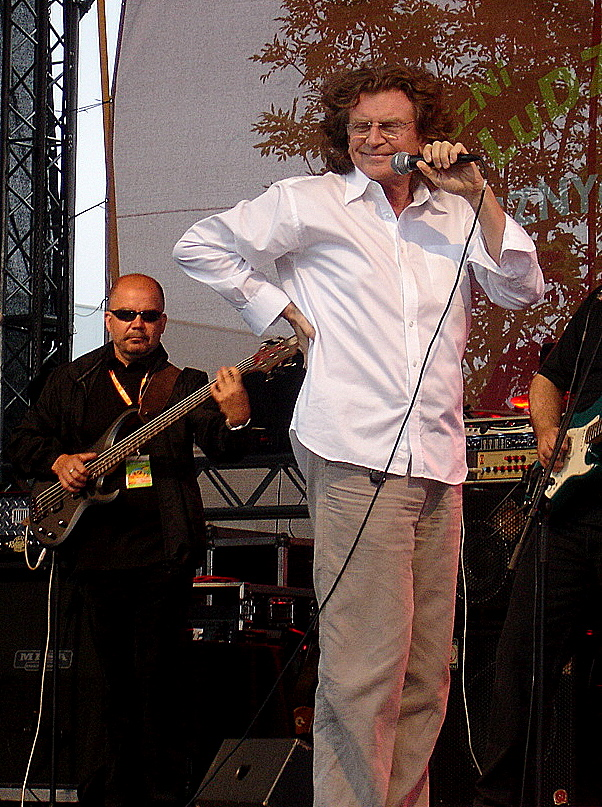
Збіґнєв Водецкі під час концерту в Саноку, 2007 рік

В січні 2005 року взяв участь в записі благодійного синглу «Pokonamy fale» («Поборемо хвилі»), який було створено з думкою про жертв землетрусу в Індійському океані, а також виступив під час благодійного концерту під тією ж назвою, на якому збирали кошти на користь програми «Усиновлення на відстані», яка підтримувала жертв трагедії. Весною став членом журі в розважальній програмі комерційного телеканалу TVN «Танець з зірками», в якій брав участь наступних одинадцять випусків. В липні почалась рекламна акція мережі стільникового зв'язку Heyah, для потреб якої Водецкі записав пісню про Червону Шапочку. У Новорічну ніч 2005/2006 року Перший канал телебачення Польщі показав концерт Новорічне ревю (Sylwestrowa rewia), в якому, разом з іншими виконавцями, виступив і Збіґнєв Водецкі.
В лютому 2006 року в дуеті з Ґражиною Вольщак виступив на галаконцерті «Віват! Найкращі 2005», а в червні заспівав на концерті «Світ у хмарах» на честь Марка Ґрехути під час 43-го Національного Фестивалю Польської Пісні в Ополі. У квітні 2007 року разом з Маґдою Молек провів концерт «Закохаємось ще раз», що проходив на комерційному телеканалі TVN, а в червні в рамках концерту «Небо з моїх країв» («Niebo z moich stron»), присвяченого Северинові Краєвському, на 44-у Національному Фестивалі Польської Пісні в Ополі, заспівав пісню «Uciekaj moje serce». Влітку 2007 року разом з іншими виконавцями знову вирушив у тур «Літа з радіоприймачем».
В лютому 2008 року разом з гуртом Mitch & Mitch дав концерт в Музичній студії Польського Радіо, виконуючи з групою пісні «Posłuchaj mnie spokojnie» («Послухай мене спокійно») i «Panny mego dziadka» («Дівчата мого дідуся») зі свого дебютного альбому. Також у 2008 році взяв участь в галаконцерті «Віват! Найкращі 2007», записав пісню «Miłości jak snu» («Кохання, як сну») і скомпонував ораторію «Amabilis. Królewskie sny Niepołomic» («Амабіліс. Королівські сни Неполомиць») з нагоди 650-річчя містечка під Краковом Неполомиці. Влітку 2009 року знову вирушив у тур «Літа з радіоприймачем», а також разом з Маґдою Молек провів концерт, присвячений Чеславові Нємену під час сопотського фестивалю. В листопаді 2009 року дебютував у головній ролі в спектаклі Станіслава Іґнація Віткевіча «Соната Вельзевула», що йшов у Краківському Театрі Сцена STU в режисурі Кшиштофа Ясиньського.

#### 2010—2017 роки
У березні 2010 року відбулась прем'єра спектаклю Збіґнєва Ксьонжка та Яна Новіцкого Повернення Великого Шу (Powrót Wielkiego Szu), співавтором музики до якого був Збіґнєв Водецкі. Протягом цього ж року музикант брав участь в озвучуванні мультиплікаційних фільмів та суспільних кампаній Міністерства Здоров'я Польщі.

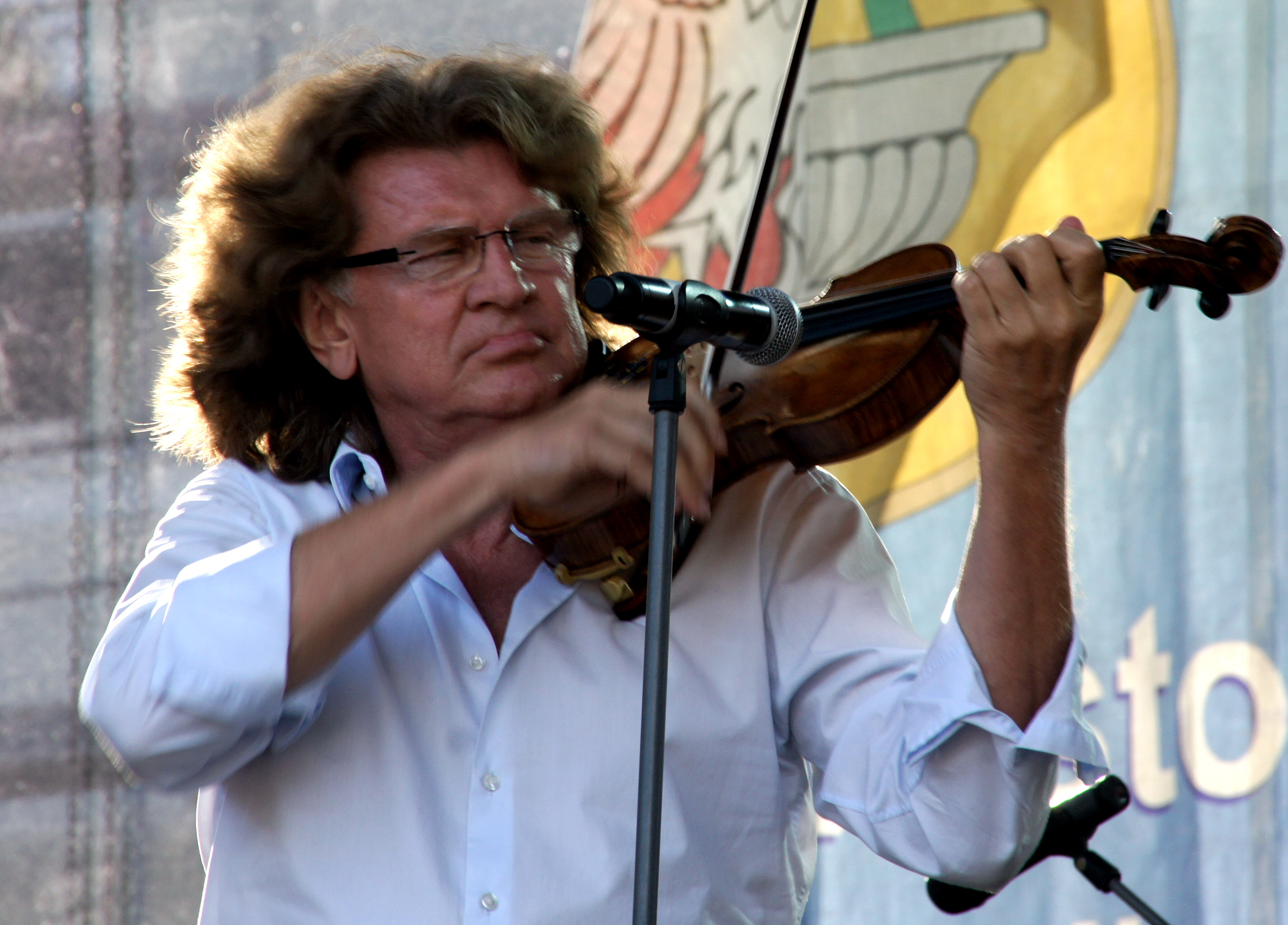
Збіґнєв Водецкі під час концерту в Отвоцку. 2011 рік.

Влітку 2011 року виступив на концерті з нагоди 40-річчя «Літа з радіоприймачем» під час 48-го Національного Фестивалю Польської Пісні в Ополі, а також вчергове взяв участь в турі «Літа з радіоприймачем». Після припинення співпраці з програмою «Танець з зірками» в ефірі радіостанції «Радіо для тебе» започаткував цикл програм «Почни від Баха…» («Zacznij od Bacha…»). У вересні у видавництві «Прошиньскі Медіа» (Prószyński Media) вийшла книжка під назвою «Збіґнєв Водецкі. Бджола, Бах і скрипка», яка була записом інтерв'ю Водецкого, проведеного Вацлавом Крупіньскім. В кінці року виступив у концерті «Вся Польща співає колядки разом з Радіо Плюс і Телевізійною одиничною» на Довгому ринку в Ґданьську та взяв участь в святковому телетурнірі TVP1 «Відгадай мелодію». У 2012 році відновив співпрацю з Кшиштофом Ясиньським, створюючи в співавторстві з ним музику до спектаклів з серії Подорожі з Станіславом Виспянським — Звільнення (прем'єра в 2012), Весілля (2013) і Акрополь (2014). У 2013 році виступив з гуртом Mitch & Mitch на катовіцькому Off Festival, де зіграли твори з альбому Zbigniew Wodecki в новому аранжуванні. Крім того виступив на галаконцерті «Ополе! Люблю тебе!» на ювілейному 50-у Національному Фестивалі Польської Пісні в Ополі, під час бенефісу Ірени Сантор.

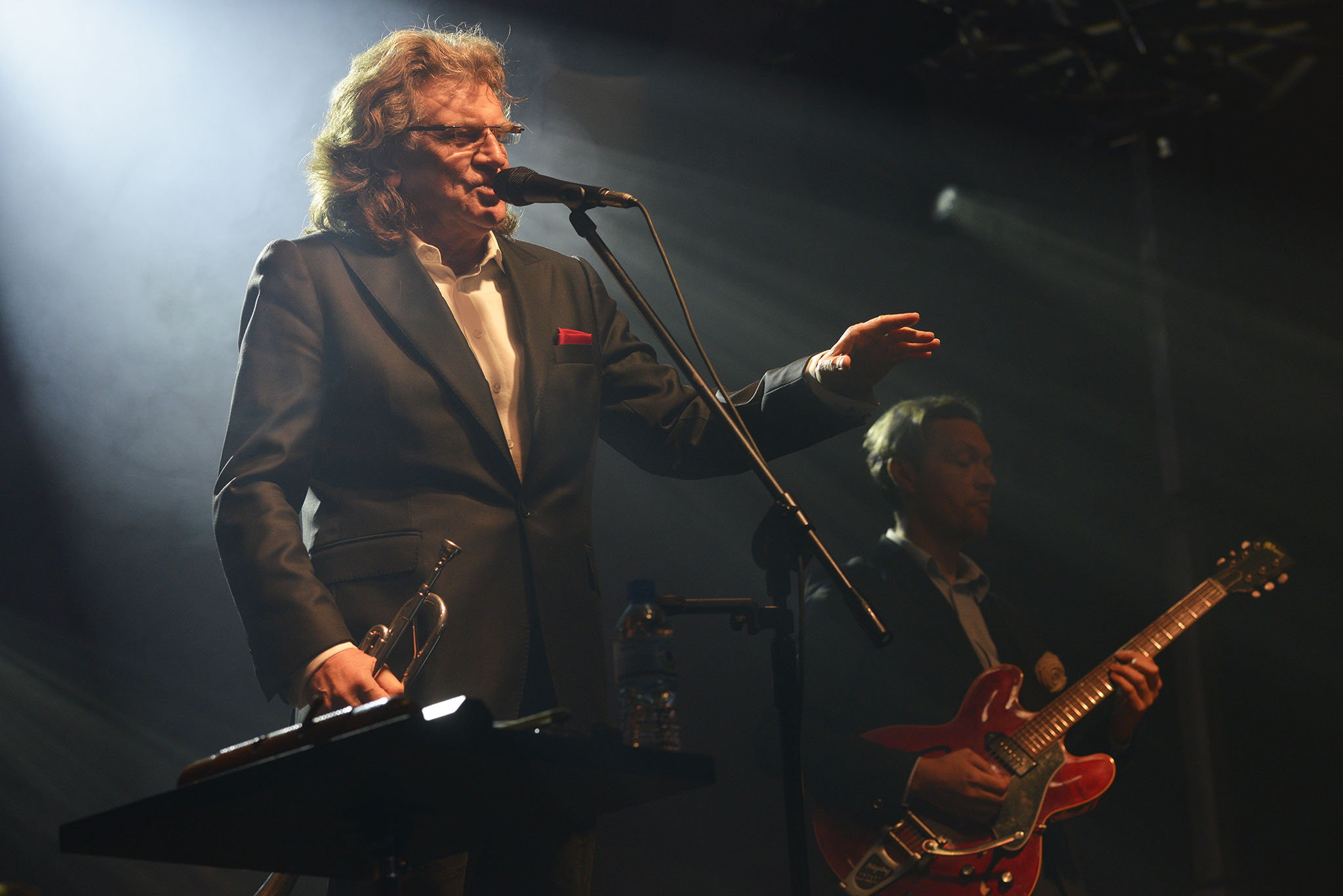
Збіґнєв Водецкі під час концерту в Бєльска-Бялій. 2016 рік

Протягом 2014—2016 років співпрацював з виконавцями різних напрямків музики — хеві метал (гурт Exlibris альбом «Aftereal»), хіп-хоп (гурт Slums Attack альбом «Albo inaczej»), традиційно Mitch & Mitch, з яким у 2015 році видав концертний альбом «1976: A Space Odyssey», який отримав дві музичні нагороди «Федерик» — як найкращий альбом року і за найкращу пісню року за сингл «Rzuć to wszystko co złe» («Покинь все, що погане»).
В січні 2017 року вилетів на відпочинок до США, після повернення до Польщі виступив під час концерту Рафала Бжозовського у варшавському Польському Театрі. Останнім публічним виступом музиканта був VIII Благодійний Концерт Надії в Головному Залі Народного Форуму Музики у Вроцлаві, що відбувся 25 квітня 2017 року.
Наприкінці 2016 року Збіґнєв Водецкі оголосив про початок праці над альбомом, який він визначив як «вокально-інструментальний» і такий, що міститиме твори, які поєднуватимуть у собі стилі джазу, року та популярної музики. Альбом під назвою «Dobrze, że jesteś» («Добре, що ти є») вийшов у травні 2018 року, через кілька днів по роковинах смерті музиканта. Крім того артист планував разом з Рафалом Стемпнєм записати кілька джазових стандартів, але, на превеликий жаль, цим планам завадила смерть Збіґнєва Водецкого.

#### Смерть і поховання

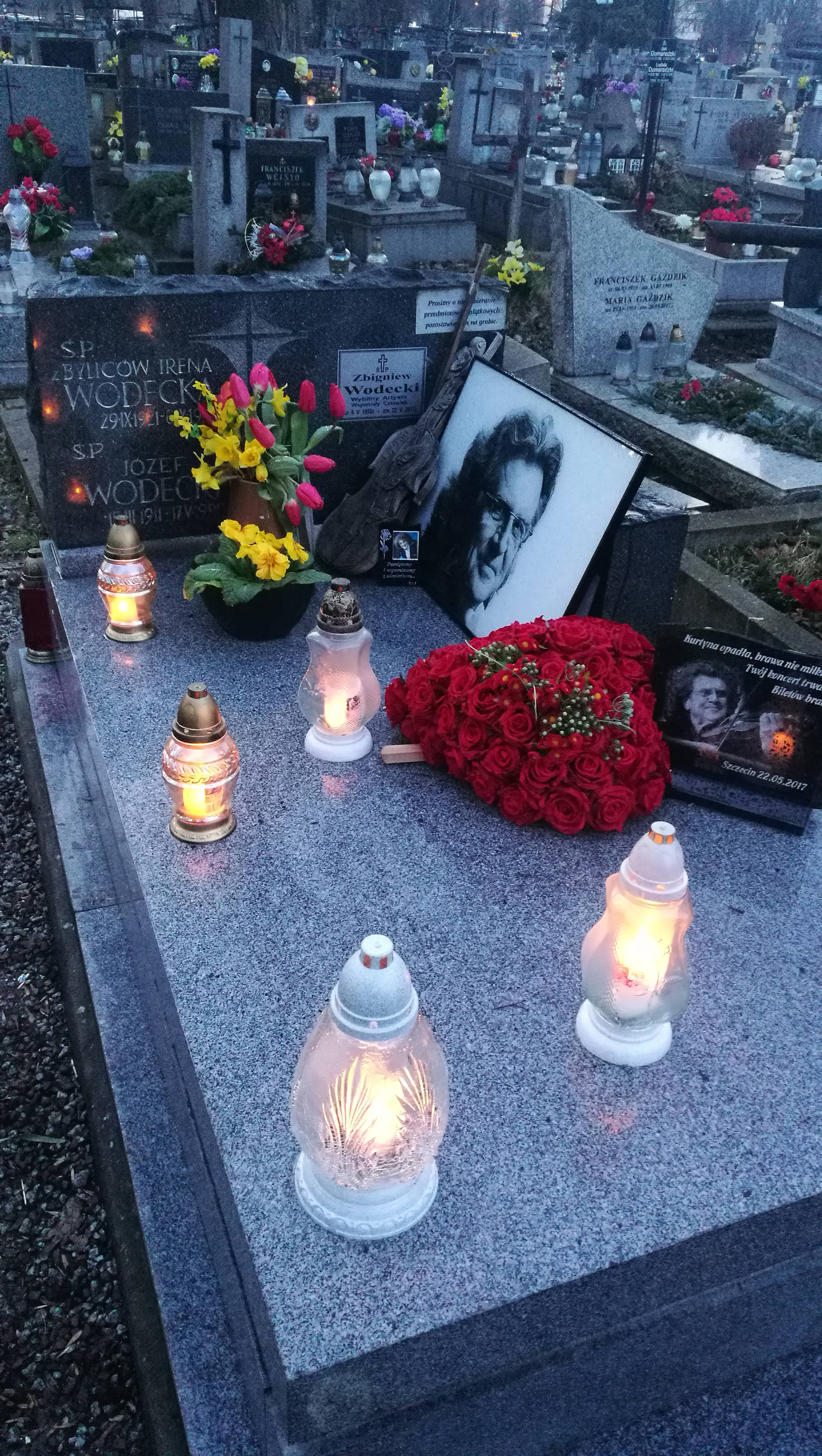
Могила Збіґнєва Водецкого (березень 2019 р.)

Ще в 2014 році Збіґнєв Водецкі об'явив про те, що у нього фібриляція передсердь і хронічне обструктивне захворювання легень. 5 травня 2017 року в одній з приватних клінік Варшави музикант пройшов операцію з коронарного шунтування. Через три дні 8 травня в результаті ускладнень після операції у нього стався обширний інсульт і з того часу артист перебував у комі. До інсульту додалося ще й запалення легень, після чого його транспортували до Військового Медичного Інституту в Варшаві, де 22 травня 2017 року Збіґнєв Водецкі помер. Після смерті музиканта президент Кракова Яцек Майхровскі інформував, що артиста похоронять на Алеї Заслужених на Раковицькому цвинтарі, де поховані Ян Матейко, Хелена Моджеєвска, Іґнаци Дашиньскі. Але сім'я вирішила поховати батька і чоловіка в родинній могилі.
30 травня, в день похорон, в честь артиста з вежі Базиліки Найсвятішої Діви Марії пролунали звуки твору Луї Амстронга «What a Wonderful World». Після похоронної відправи у Маріацькому костелі Збіґнєв Водецкі був похований в родинній могилі на Раковицькому цвинтарі Кракова.

## Приватне життя
Збіґнєв Водецкі познайомився зі своєю майбутньою дружиною Кристиною коли йому було лише 18 років. Перша їхня зустріч відбулась у славнозвісному Льоху під баранами. Під час виступу музиканта на його скрипці порвалася струна і Збіґнєв сприйняв це як добрий знак. 30 червня 1971 року Збіґнєв Водецкі одружився з Кристиною. Подружжя мало трьох дітей — Йоанну (1971), Катажину (1973) і Павла (1975).
Дім то щось таке, за чим тужиш, а як повертаєшся до нього, то через два дні тебе вже кудись тягне. Дома витримати неможливо, бо почуваєшся непотрібним. Не вистачає публіки.Оригінальний текст (пол.)
Dom to jest coś takiego, za czym tęsknisz, a jak przyjeżdżasz do niego, to już po dwóch dniach cię nosi. Nie da się wytrzymać w domu, bo czujesz się niepotrzebny. Brakuje publiczności.
— Були разом 46 років
Кристина Водецка завжди залишалась в тіні свого чоловіка. Працювала геологом і на медійній популярності їй не залежало. Музикант вважав, що дружина є тим, на чому тримається вся родина. Її домашністю та позамедійністю Збіґнєв пояснював успіх їхнього тривалого подружнього життя:
Величезною заслугою є те, що моя дружина не є в так званій «професії». Двоє акторів не можуть бути щасливим подружжям, двоє музикантів теж. Забагато претензій. Якщо дружина торочить про Баха двадцять років підряд, то, напевно, тим альтом можна її вбити. Кохання йде до біса.Оригінальний текст (пол.)
Duża w tym zasługa tego, że moja żona nie jest w tzw. branży. Dwóch aktorów nie może być szczęśliwym małżeństwem, dwóch muzyków również. Za dużo pretensji. Jeśli żona źle ci wchodzi z Bachem przez dwadzieścia lat z rzędu, to można ją chyba zabić tą altówką. Miłość szlag trafia
— Були разом 46 років

## Дискографія

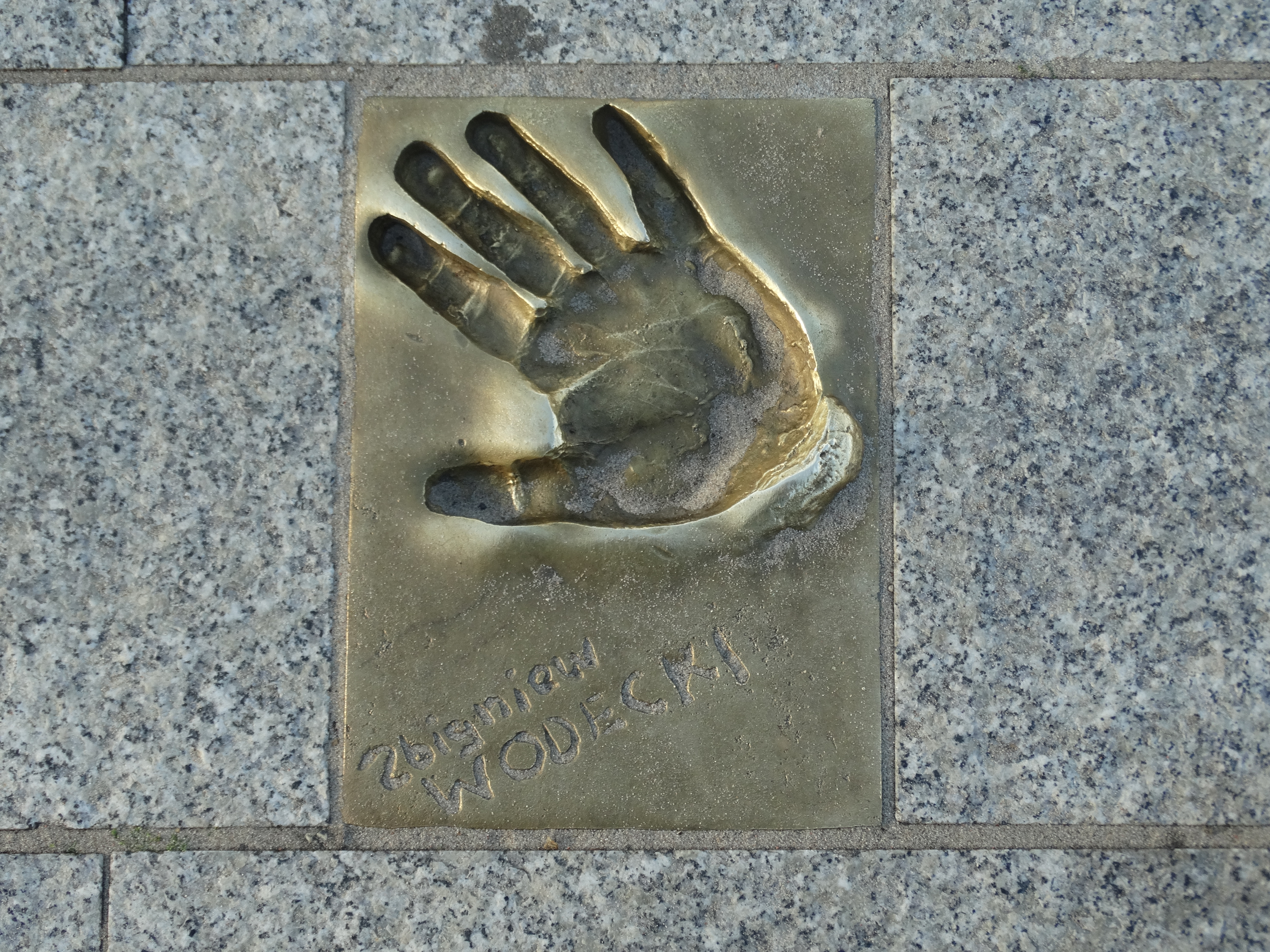
Відтиск долоні та підпис Збіґнєва Водецкого на алеї зірок в Мєндзиздроях

### Студійні альбоми
| Tak to ty (EP)                               | - Дата виходу: 1973 - Видавництво: Polskie Nagrania Muza       | –  |                          |
| Zbigniew Wodecki                             | - Дата виходу: 1976 - Видавництво: Polskie Nagrania Muza       | –  |                          |
| Dusze kobiet                                 | - Дата виходу: 1987 - Видавництво: Polskie Nagrania Muza       | –  |                          |
| Zbigniew Wodecki ’95                         | - Дата виходу: 1995 - Видавництво: Koch International          | –  |                          |
| Obok siebie                                  | - Дата виходу: 4 березня 2002 - Видавництво: Sony Music Poland | 20 |                          |
| Platynowa                                    | - Дата виходу: 12 липня 2010 - Видавництво: Fonografika        | 29 |                          |
| 1976: A Space Odyssey(разом з Mitch & Mitch) | - Дата виходу: 15 травня 2015 - Видавництво: Lado ABC/Agora SA | 1  | - POL: платиновий альбом |
| Dobrze, że jesteś                            | - Дата виходу: 23 травня 2018 - Видавництво: Agora SA          | 1  | - POL: платиновий альбом |
| «–» альбом не оцінювався                     |                                                                |    |                          |

### Компіляції
| Największe przeboje              | - Дата виходу: 1992 - Видавництво: Intersonus                      | – |                             |
| Złota kolekcja: Zacznij od Bacha | - Дата виходу: 1999 - Видавництво: Pomaton EMI                     | 2 | - POL: платиновий альбом    |
| The Best — Zacznij od Bacha      | - Дата виходу: 2004 - Видавництво: Agencja Artystyczna MTJ         | 4 | - POL: 2× платиновий альбом |
| Kompozycje                       | - Дата виходу: 19 грудня 2013 - Видавництво: Polskie Nagrania Muza | – |                             |
| «–» альбом не оцінювався         |                                                                    |   |                             |

### Різдвяні альбоми
| Gwiazdo świeć, kolędo leć(разом з Olga Bończyk, Alicja Majewska i Włodzimierz Korcz) | - Дата виходу: 2014 - Видавництво: Art Music                            | –  |
| …kolędują(разом з Olga Bończyk, Alicja Majewska i Włodzimierz Korcz)                 | - Дата виходу: 30 листопада 2018 - Видавництво: Agencja Artystyczna MTJ | 33 |
| «–» альбом не оцінювався                                                             |                                                                         |    |

## Фільмографія
| Назва                  | Рік  | Роль                               | Примітки                     | Джерело |
| ---------------------- | ---- | ---------------------------------- | ---------------------------- | ------- |
| Ceremonia pogrzebowa   | 1984 | скрипаль                           | художній фільм               | [ 87 ]  |
| Klan                   | 2002 | священник                          | телесеріал, спеціальна серія | [ 87 ]  |
| Król przedmieścia      | 2002 | ведучий програми «Дорога до зірок» | телесеріал, 10 серія         | [ 87 ]  |
| Miodowe lata           | 2002 | він сам                            | телесеріал, 108 серія        | [ 87 ]  |
| W11 — Wydział Śledczy  | 2005 | він сам                            | телесеріал 136 серія         | [ 87 ]  |
| U fryzjera             | 2006 | він сам                            | телесеріал 13 серія          | [ 87 ]  |
| Jan z drzewa           | 2008 | він сам                            | художній фільм               | [ 87 ]  |
| 39 i pół               | 2009 | він сам                            | телесеріал 30 серія          | [ 87 ]  |
| Disco robaczki         | 2010 | Черв'як Едвард                     | дубляж, мультфільм           | [ 88 ]  |
| Świat według Kiepskich | 2016 | він сам                            | телесеріал 493 серія         | [ 89 ]  |